# Hieronymus Payer
Hieronymus Payer, född den 13 februari 1787 i Wien, död där den 17 augusti 1845, var en österrikisk tonsättare, orgel- och pianovirtuos.
Payer kallades 1824 till kapellmästare i Amsterdam; reste halvtannat år 
därefter till Paris, och gav där musiklektioner; blef 1832 kapellmästare vid 
Josephstädtertheatern i Wien; lämnade efter några månaders förlopp denna 
plats, för att ge privata lektioner. Payer komponerade operor, 
varibland Die musikalische Akademie; kammarmusik; orgelsaker etc.